# 志摩荘
志摩荘（しまのしょう）は、甲斐国の荘園。山梨県甲府市西部・甲斐市島上条一帯の荒川沿いに位置する。

## 志摩荘の立荘と展開

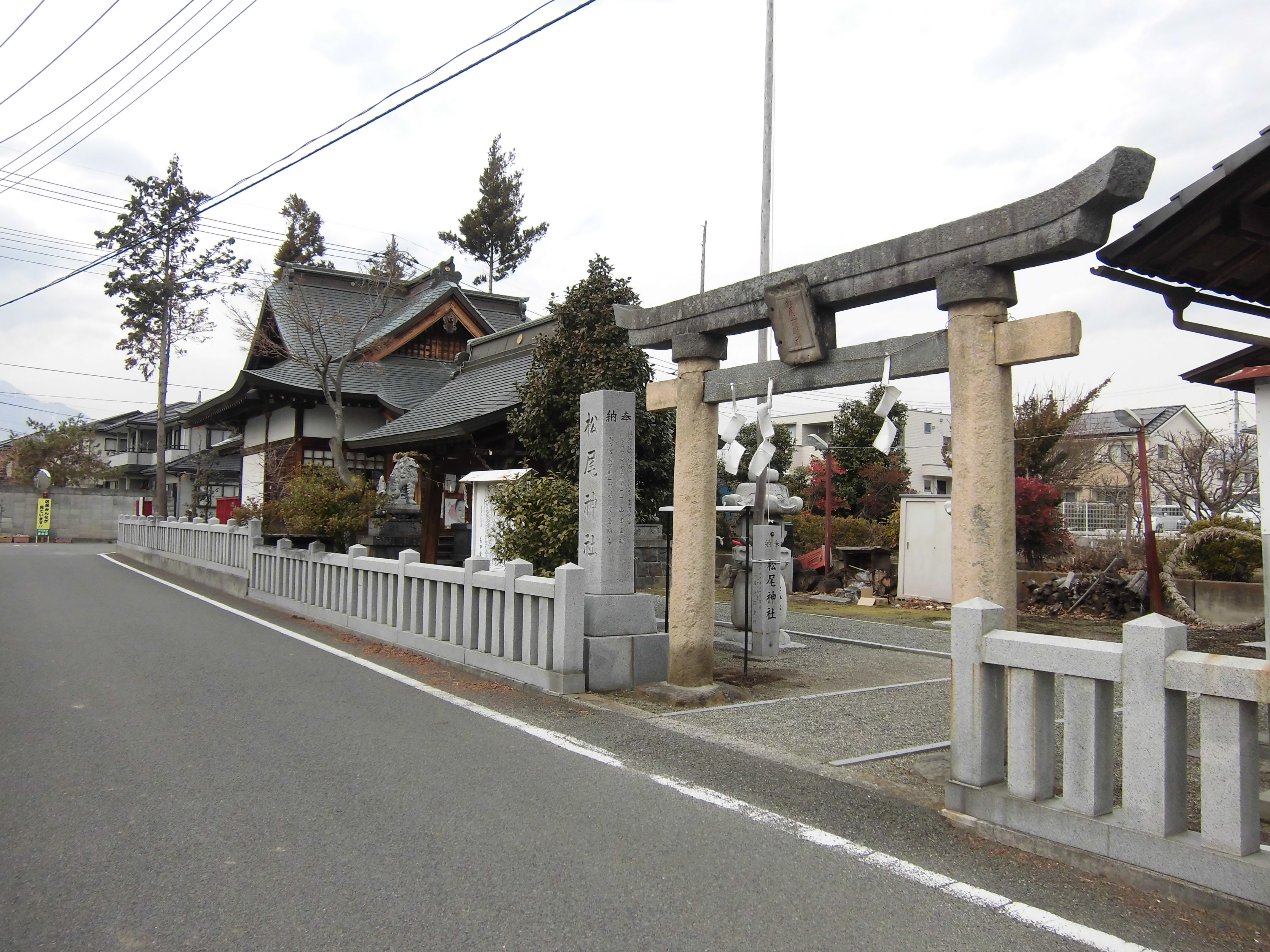
甲斐市中下条の松尾神社

初見史料は鎌倉時代の建久7年（1196年）で、建久7年6月17日付源頼朝書状（松尾神社文書『鎌倉遺文』）に拠れば、現在の京都府京都市西京区嵐山宮町に鎮座する松尾神社が年貢を対捍する地頭がいる三箇所の荘園のひとつとして挙げられ、源頼朝に対して訴えられている。頼朝はこれに対し、年貢定数を遵守するよう地頭に命じることを約束しており、同時期にはすでに立荘されていたと考えられている。なお、松尾神社との関係を示す史料は本史料以外には見られず立荘事情も不明であるが、天永元年（1110年）には甲斐国と関係の深い藤原忠実が松尾神社に封戸を寄進していることから、平安時代後期に忠実により立荘されたとも考えられている。
なお、建久7年に年貢を対捍した地頭は不明であるが、志摩荘に拠った在地領主としては甲斐源氏の一族で小松氏・飯田氏・塩部氏の祖とされる武田有義や、安田義定の子忠義（志摩四郎）など平安後期から鎌倉時代初期の人物が考えられている。
一方、考古資料においては甲斐市中下条の松ノ尾遺跡において「島□」「嶋西」と読める9世紀から10世紀の墨書土器が出土しており、文献史料の初見を遡る平安時代末期に成立していた可能性も考えられている。
正応6年（1293年）3月17日付九条家文庫文書目録（『九条家文書』）に拠れば、一音院付属の九条家領として出現する。同時期に志摩荘を除いて甲斐国における九条家領は見られず、九条教実長女で四条天皇皇后の宣仁門院から譲与されたと考えられている。九条家には志摩荘に関係する文書が5・5合あったといわれ、訴訟事件のあった播磨国・田原荘に及ぶ量であることから、志摩荘においても訴訟事件のあった可能性が考えられている。
一音院は藤原道家により創建され、藤原氏の氏寺である法性寺内の最勝金剛院内に所在する子院。
建長2年（1250年）の九条道家惣処分状に拠れば、仁治3年（1242年）に死去した四条天皇供養のため宣仁門院領として甲斐国経田荘が立荘されており、九条家に残されている大量の文書は経田荘立荘に関係している可能性が考えられている。経田荘の存在は以降の史料に見られなくなり、正和5年（1316年）7月27日一音院領目録（九条家文書）には宣仁門院領として志摩荘が登場することから、経田荘が松尾社領志摩荘を吸収し、志摩荘と改称され九条家領として伝領されたものと考えられている。

## 荘域と志摩荘の住人

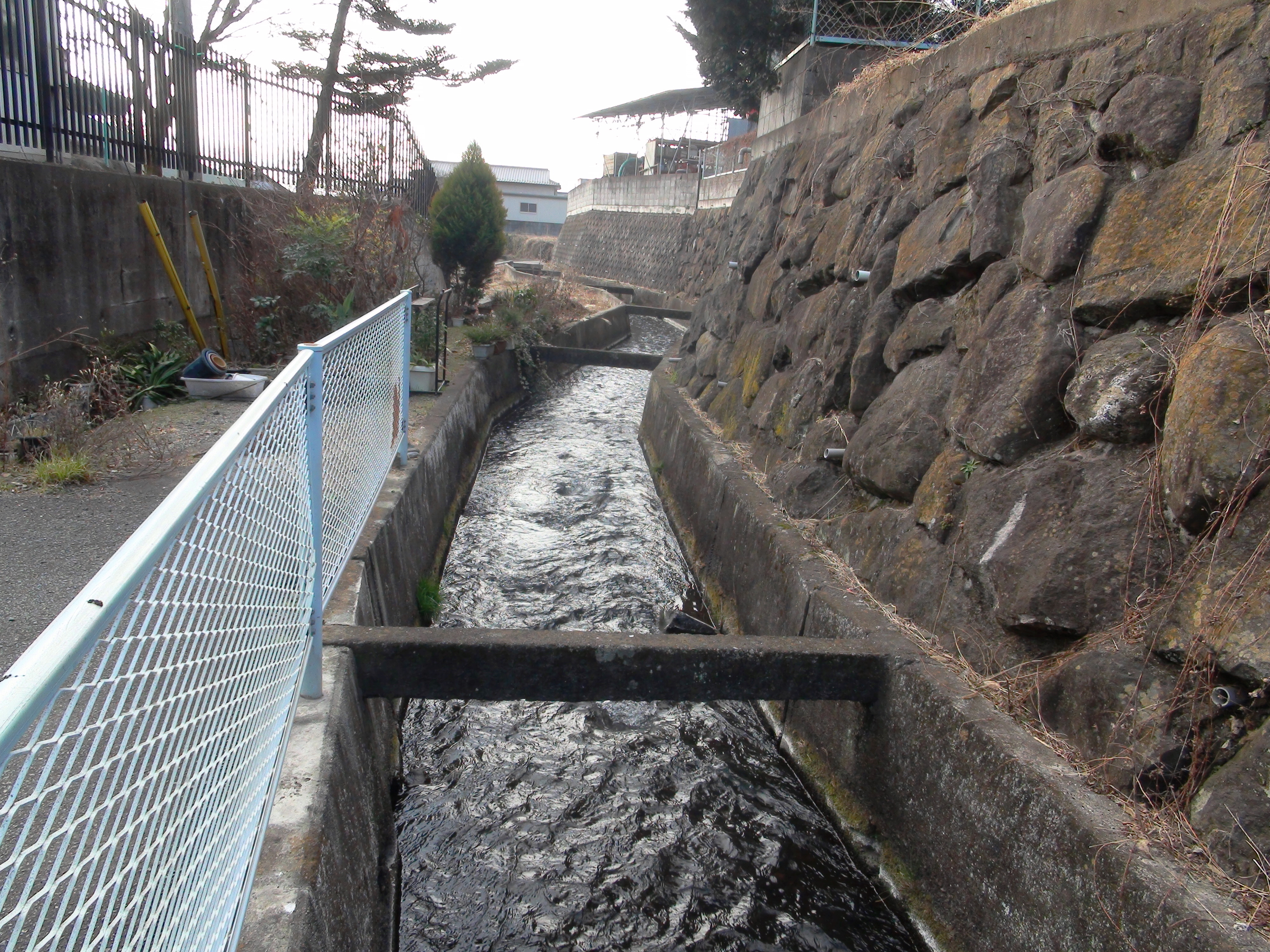
上条堰

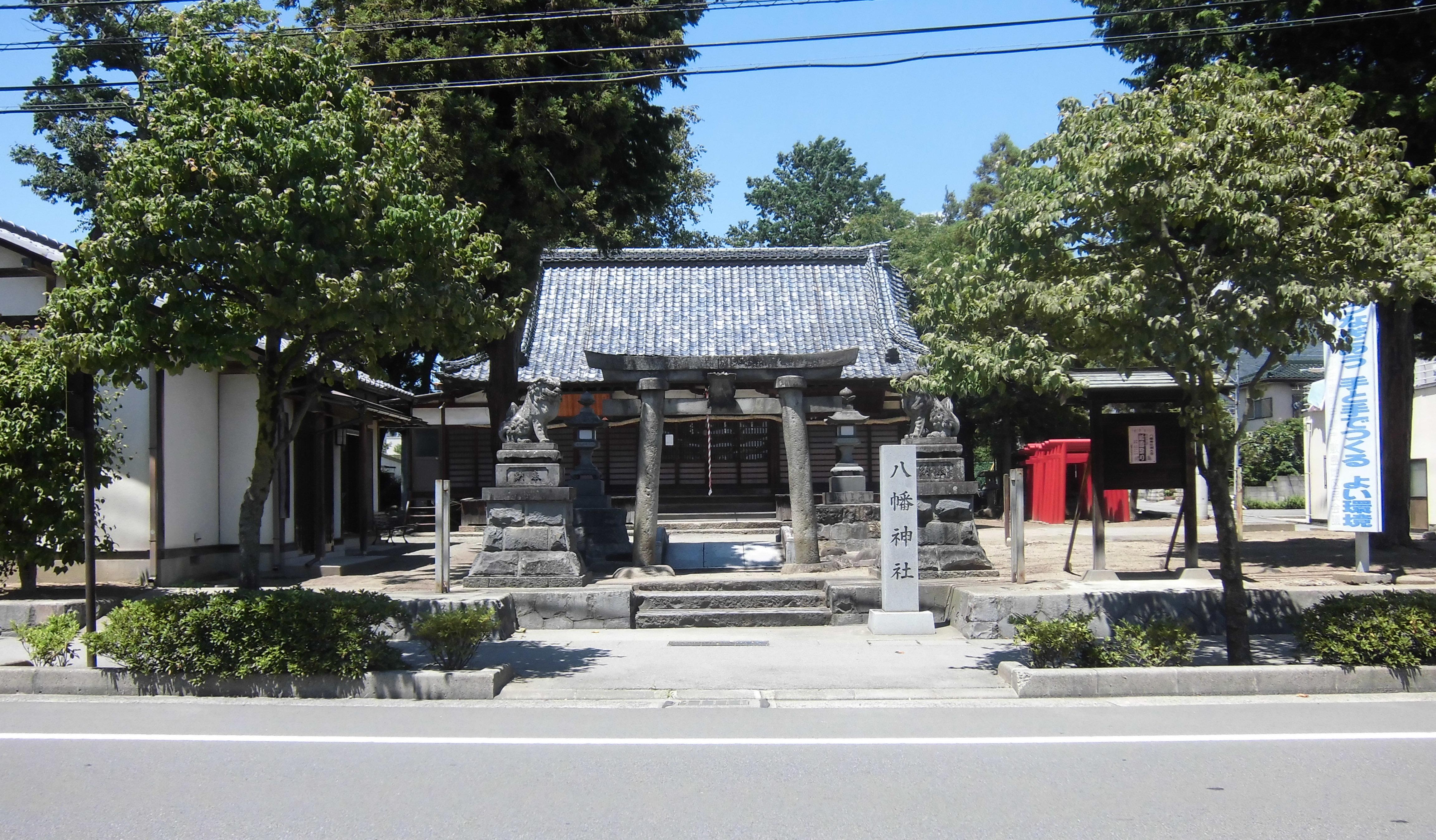
甲斐市島上条の八幡神社

荘域について、『甲斐国志』では現在の甲斐市牛久・堺・天狗沢以南の甲斐市島上条・中下条・大下条・長塚、甲府市荒川・中村・長松寺・金竹・千塚・湯村の地域に比定している。これは、おおむね旧敷島町の南部地域にあたる。
志摩荘の荘域には甲斐市島上条の村続遺跡や甲斐市中下条の松ノ尾遺跡など古代末期・中世前期の大規模集落が分布している。これらの集落は甲斐から信濃国へ通じる穂坂路に面し、出土陶磁器から巨摩郡衙であった可能性が考えられている。
荘域の甲斐市中下条には志摩荘の鎮守社として本社松尾社から勧請されたと考えられている松尾神社が所在している。甲斐市大下条には「松ノ尾」の字名や領主の直営田を意味する「御証作」の字名が残されていることから、中下条の松尾神社はかつて大下条に所在し、近世には大下条村の鎮守であったと考えられている。島上条地域には中世後期に開発された用水路である上条堰が灌漑している。同地域は志摩荘の中核地域であることから、志摩荘成立に際して開削された可能性が考えられている。
また、『甲斐国志』古跡部第九「土屋氏居址」に拠れば、近世には甲斐市島上条字大庭には地頭である土屋氏の居館が存在したとする伝承があったという。
富士川町最勝寺に所在する最勝寺に伝来する嘉吉3年（1443年）12月晦日の年記を持つ鰐口は上条郷に鎮座している八幡神社の旧蔵で『甲斐国志』巻122にも記載され、「甲州志摩庄上条郷八幡宮」と記されている。また、甲府市小松町の諏訪神社の棟札には当荘在住の大工として、文明18年（1486年）の彦太郎吉勝、天文6年（1537年）の膳右衛門吉次、永禄6年（1563年）の千塚住人弥衛門の名を記している。
ほか、永禄4年（1561年）3月21日付実叟浄真禅門院位牌・『武田御日牌帳』には志摩荘中下条の住人として深海七郎右衛門の名を記している。さらに、『一蓮寺過去帳』では永禄年間に没した乾江祐貞禅定尼の注記に「嶋中下条宮地」と記している。